# Église Saint-Christophe de Pointe-Noire
L'église Saint-Christophe est un édifice religieux appartenant à l'Église catholique romaine et situé à Pointe-Noire, la capitale économique de la république du Congo. Elle est située dans le diocèse de Pointe-Noire (Dioecesis Nigrirostrensis), créé le 14 septembre 1955 par la bulle Dum Tantis du Pape Pie XII, inclus dans la province ecclésiastique de Brazzaville. Le rite utilisé est le rite catholique romain.

## Localisation
L'église Saint-Christophe se situe dans Mvoumvou, le second arrondissement de Pointe-Noire, au carrefour Sympatique, à l'angle des avenues Tchingobo et Raymond Paillet, en diagonale de l'agence de la SNE (Société nationale d'électricité).

## Histoire
L'église a été fondée par les spiritains le 1er septembre 1960.
Afin de créer une mission dédiée à saint Christophe, le diocèse de Pointe-Noire obtient, en novembre 1959, au quartier Mvoumvou, une concession de 7 500 m2. Les pères Jean-Marie Deblock et Pierre Wauters, avec le Frère Placide Azou, affectés à cette fondation, se trouvent en fait devant un certain nombre d'occupants du terrain. En attendant de pouvoir le rendre libre, ils s'installent, le 2 septembre 1960, dans une case louée à M. Tatsasse et, sur la parcelle attenante, ils commencent la construction d'une chapelle provisoire. La première messe y est célébrée le 9 octobre. 
La clôture de la concession peut commencer à partir de novembre 1961, car une partie des occupants s'y trouve encore. Ces derniers ne libéreront complètement le terrain qu'au mois d'août 1962. La construction d'une église en planches et d'une maison est commencée la mi-décembre 1961. Au début du mois de février 1962, la communauté s'installe dans ses nouveaux locaux et Mgr Jean-Baptiste Fauret, l’évêque du diocèse de Pointe-Noire, procède à la bénédiction de l'église.  
Le courant électrique n'arrive dans le quartier qu'en 1963. En attendant la construction d'une église définitive, les activités paroissiales se déroulent dans des locaux provisoires. L'architecte Jean Abrassart, qui habitait le bâtiment à arcades, l'actuel hôtel de ville de Pointe-Noire, présente les plans du futur édifice en avril 1965. Mais le projet attendra longtemps sa réalisation.   
Vicaire de l'église Saint-François à son retour de France, l'abbé Godefroy Mpwaty sera le premier curé autochtone de la paroisse le 12 novembre 1966., avec le père Pierre Wauters comme vicaire. Les Pères. Deblock et Grall, quant à eux, quittent Saint-Christophe pour fonder la paroisse sainte-Bernadette, à Matende.
Le 5 juin 1975, à la nomination de l'abbé Godefroy Emile Mpwati, comme évêque de Pointe-Noire, en remplacement de Mgr Fauret, le père Joseph Gottar reprend la responsabilité de la paroisse pour le compte des spiritains. Dans la répartition des rôles, le Père Wauters s'occupe principalement de l'annexe de Saint- Christophe : le Christ-Roi de Loandjili, qui deviendra une paroisse indépendante en 1976. 
En 1979, la construction en dur d'un presbytère et la transformation des anciens locaux d'habitation en salles de catéchisme sont supervisées par le Père Gottar, avec l'aide d'un coopérant architecte. N'ayant pas pu réaliser son projet de construction d'une nouvelle église, pour raisons de santé, il rentre en France en mai 1983.
Le père Wauters achève ce projet, tout en reprenant la responsabilité de la paroisse.
La démission de Mgr Mpwati de ses fonctions diocésaines pour raisons de santé, en mai 1986, vont plonger la paroisse dans des moments difficiles. C'est l'intervention de Mgr Georges-Firmin Singha qui va pacifier la situation.
En 1992, le Père Wauters transmets le flambeau au clergé diocésain. 

## Architecture
Initialement construite en planches de bois blanc, à l'image des habitations sommaires du quartier Planches voisin, le second quartier dit illégal de la ville, après Km 4, l'église Saint-Christophe est une construction simple. Elle prend le parti d'être dépourvue de tout superflu.
De forme rectangulaire, ses murs sont en parpaings recouverts d'enduit et peints en beige. 
L'édifice ne dispose étonnamment pas de plafond, à l'exception d'une large bande blanche juste au-dessus de l'autel. Il y a juste une charpente métallique qui supporte un toit en tôles galvanisées. Heureusement que l'éclairage et la ventilation se font grâce à une combinaison de claustras sur les quatre façades ajourées. Sur les deux petits côtés du rectangle, les claustras forment de larges fenêtres.
L'un des grands côtés qui constitue l'entrée principale est orné de larges grilles en fer forgé. C'est par ce biais que se fait la grande luminosité et l'aération de l'église. Ce système est un bon exemple de l'architecture climatique adaptée aux tropiques.
Sur l'autre grand côté se trouve l'autel, surplombé sur un estrade, avec une série de claustras plus discrets sur le mur.